# Slate Star Codex
Slate Star Codex, (SSC) là một blog cá nhân được viết bởi nhà tâm thần học sống ở vịnh San Francisco Scott Alexander. Blog tập trung vào khoa học, y học (đặc biệt là tâm thần học), triết học, chính trị và chủ nghĩa vị lai. Tên của blog dựa trên một trò đảo chữ gần đúng của "Scott Alexander" bút danh của tác giả.

## Nội dung
Alexander đã viết về một loạt các chủ đề, bao gồm cả chi phí khám bệnh,, cuộc khủng hoảng nhân rộng, kiểm duyệt, giá thuốc, y học, và rất nhiều điều khác trong đó có chính trị Hoa Kỳ .

## Tiếp nhận
Nhà kinh tế học Tyler Cowen đã gọi Scott Alexander là "nhà tư tưởng có ảnh hưởng trong số các nhà văn khác".
Bài viết của Alexandre đã được khen là "rất đáng để đọc trong những kỳ nghỉ" bởi Politico,
và thường xuyên lọt vào danh sách 100 tác phẩm báo chí "tuyệt vời" hàng đầu tại The Atlantic.

## Gặp gỡ
Đã có những cuộc gặp gỡ được chỉ tổ chức cho độc giả của blog bắt đầu từ đầu năm 2013 tại Michigan. Theo thời gian, những cuộc gặp đã mở rộng đến nhiều địa điểm hơn như Vùng Vịnh và Thành phố New York, với các cuộc gặp gỡ năm 2018 được lên kế hoạch cho hơn 85 thành phố, trên 25 quốc gia.

## Khảo sát
Alexander đưa ra một cuộc khảo sát hàng năm về độc giả để thu thập thông tin nhân khẩu học và thực hiện nghiên cứu, chẳng hạn như kiểm tra các hiệu ứng thứ tự sinh. Hơn 8000 người tham gia đã trả lời khảo sát của ông vào năm 2019.